# Cinéma biélorusse

Clap aux couleurs du drapeau biélorusse.

Le cinéma biélorusse désigne l'art cinématographique pratiqué en Biélorussie.
Le premier cinéma de Minsk est ouvert en 1900 par l'entrepreneur Richard Stremer. Une étape décisive se joue le 17 décembre 1924 en Biélorussie soviétique avec la création par décret de ce qui deviendra plus tard le studio Belarusfilm. Le studio est transféré à Minsk en 1939. La production cinématographique est interrompue par la Seconde Guerre mondiale et reprend en 1946, lorsque le studio prend son nom actuel. Le cinéma du dégel après la mort de Joseph Staline permet à des réalisateurs biélorusses tels que Viktor Tourov, Richard Viktorov, Boris Stepanov (ru) et Valentin Vinogradov (ru) de montrer les actions des partisans biélorusses pendant la Seconde Guerre mondiale, un phénomène qui culmine avec le succès du film Requiem pour un massacre (1984) d'Elem Klimov. Après l'indépendance, le cinéma biélorusse stagne dans les années 1990 avant de gagner en popularité au cours des années 2000, puis dans les années 2010 notamment grâce au cinéma indépendant.
Il est caractéristique que la plupart des longs métrages du cinéma biélorusse, tant officiel qu'indépendant, soient tournés en langue russe. Le nombre de films tournés en langue biélorusse dans toute l'histoire du cinéma biélorusse est inférieur à vingt. Une exception notable est Narodnye mstiteli (be) (litt. « Les Vengeurs du peuple »), réalisé par Alexandre Melekhovets (be) et adapté d'une nouvelle éponyme de Vassil Bykov.
Belarusfilm est également co-organisateur du festival du cinéma Listapad qui se tient annuellement à Minsk en novembre.

## Histoire

### Empire russe (avant 1918)
La projection de films en Biélorussie commence à la fin du XIXe siècle. Au début du XXe siècle, il y avait déjà 56 cinémas privés. Le premier cinéma de Minsk est ouvert en 1900 par l'entrepreneur Richard Stremer dans la maison des Rakovchtchik, rue Zakharievskaïa. Il projette d'abord des diapositives, puis des films muets. En 1908, Richard commence lui-même à tourner des films documentaires : Maniovry MVPO (litt. « Manœuvres du MVPO », Èkskavator — adskaïa machina za Brestskim vokzalom (litt. « La pelleteuse, une machine infernale derrière la gare de Brest »), Pojar v gorode Minske na Politseïskoï oulitse (litt. « Incendie dans la ville de Minsk, rue de la Police »). Parallèlement, on tourne un film chronique intitulé Pol’ski khramovy prazdnik v Kal’varii v Minske (litt. « Vacances au temple polonais de Kalvaria à Minsk »). Les cadreurs de la salle de cinéma « Guigant » à Minsk tournent plusieurs petits films en 1910-1912 : 200-летие Царского Села (litt. « Le 200e anniversaire de Tsarskoïe Selo »), les vols de l'aviateur russe Outotchkine au-dessus du champ Komarovsky à Minsk et Крушение поезда на станции Рудники (litt. « Accident de train à la gare de Roudniki »).

### République de Biélorussie (depuis 1991)

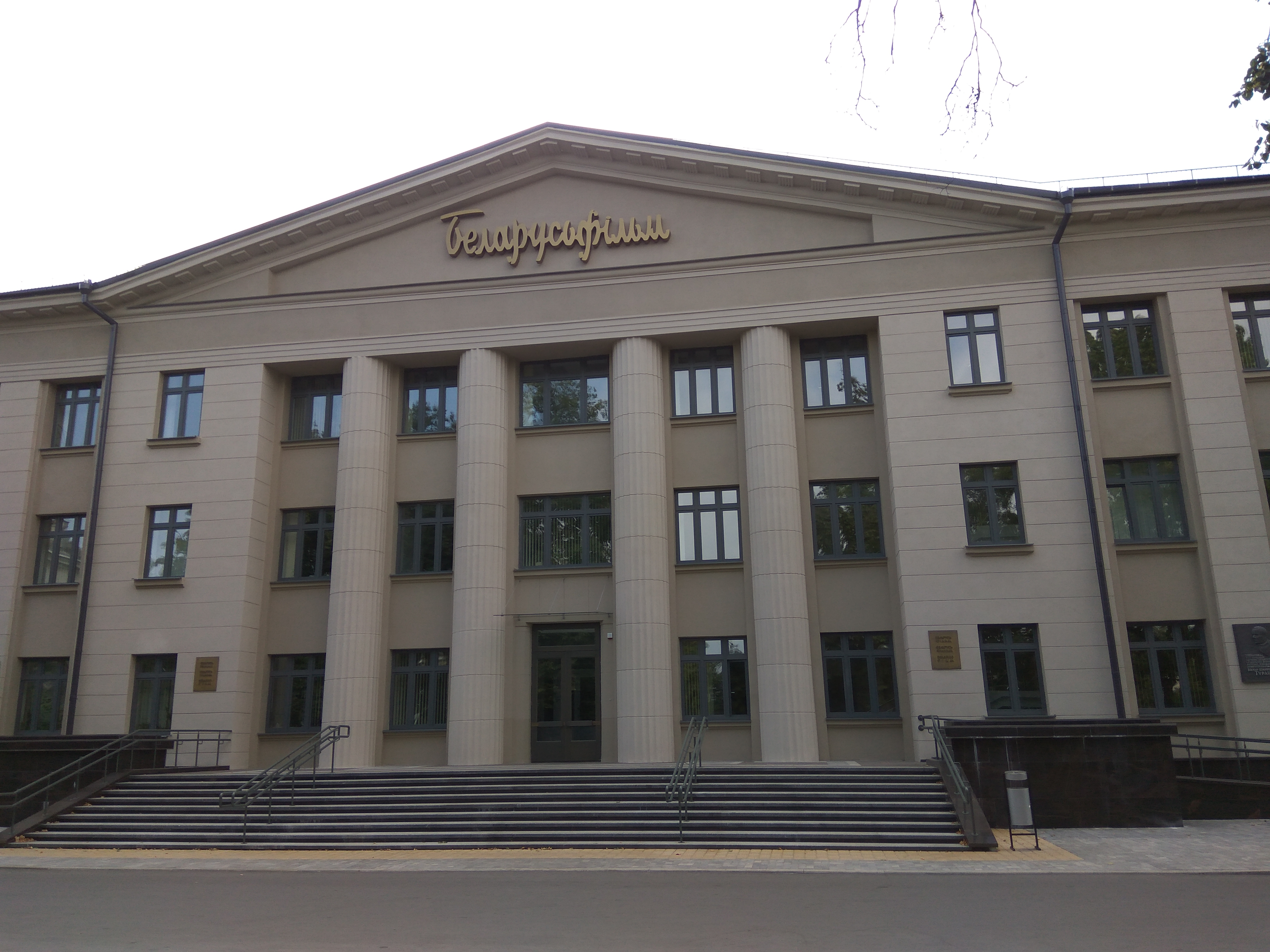
Le siège de la maison de production Belarusfilm sur l'Avenue de l'Indépendance à Minsk.

En 1995, à l'occasion du 50e anniversaire de la victoire sur le nazisme, l'UNESCO a dressé une liste des 100 films les plus importants au monde sur la Seconde Guerre mondiale. Le film biélorusse À travers le cimetière de Viktor Tourov y figure.
En 1997, par décret du président de la République, le studio Belarusfilm s'est vu accorder le statut de studio national de cinéma.
Les années 1990 sont marquées par une certaine stagnation des processus créatifs et économiques du cinéma national. Bien que plus de 60 longs métrages soient sortis au cours de cette décennie, dans le contexte des changements sociopolitiques, la plupart d'entre eux n'ont pas été distribués. Parmi les films qui ont du succès à la télévision figurent le film en plusieurs parties Les Robes blanches (ru) (1992) de Leonid Belozorovitch (ru), adapté d'un roman éponyme de Vladimir Doudintsev ainsi que la trilogie de films Aimer à la russe (ru) (1995, 1996 et 1999) d'Ievgueni Matveïev. En revanche, les œuvres de deux réalisatrices sont moins connues dans le pays : le drame sur les relations interethniques Moi Ivan, toi Abraham (Yolande Zauberman, 1993) et le conte de fées Tomber en haut (Yelena Trofimenko, 1998), qui a reçu plusieurs prix lors d'événements cinématographiques nationaux et internationaux.
En 2000 sort le film Août 1944 de Mikhaïl Ptachouk. Dans la foulée du film de Ptachouk, le thème de la Grande Guerre patriotique fait son retour dans les films produits par Belarusfilm. Dès l'année de sa sortie sur la chaîne NTV, le film est diffusé dans la section « Classiques du cinéma de guerre ».
L'une des périodes les plus prolifiques de l'étape actuelle du développement du cinéma biélorusse est l'année 2007 : d'après BELTA, Belarusfilm cette année-là sort 7 longs métrages et 5 films d'animation. Le studio Letopis produit 29 documentaires. Au cours de l'année 2007, les films du studio concourent à trente festivals internationaux et régionaux et reçoivent une trentaine de prix. Les succès créatifs et l'émergence de résultats économiques positifs provenant de la production et de la distribution de films (le bénéfice pour 2007 est l'équivalent de 520 000 dollars américains) contraste avec la stagnation antérieure du cinéma biélorusse. Des indicateurs semblables sont atteints en 2008-2009. Parmi les films les plus connus de cette période, on compte La Patrie ou la Mort (ru) (2007) d'Alla Krinítsyna (ru), Vragui (ru) (2007) de Maria Snejnaïa (ru) et Kadet (ru) (2009) de Vitali Doudine (ru) entre autres.
Dans le même temps, le président biélorusse Alexandre Loukachenko, lors de sa visite du nouveau cinéma multisalles Belarus (ru) à Minsk en 2008, critique le cinéma biélorusse et fait la déclaration suivante :
« тратить на него бюджетные средства, как это было до сих пор, нецелесообразно. Берите кредиты, снимайте фильмы. Снимете хороший фильм — мы это компенсируем. Вперёд же деньги не получите »
— Alexandre Loukachenko

« Il n'est pas judicieux de consacrer [au cinéma biélorusse] des fonds budgétaires, comme cela était le cas jusqu'à présent. Prenez des prêts, faites des films. Si vous faites un bon film, nous le récompenserons. Mais vous ne recevrez pas d'argent à l'avance »
En réalité, le cinéma biélorusse économiquement indépendant à la fin des années 2000 peine à survivre. Selon le réalisateur polonais Krzysztof Zanussi, cela s'explique par des raisons objectives :
« страна, где 10 миллионов людей, не может рассчитывать на коммерческий успех своего кино. Коммерчески успешное кино может быть в Индии, в Америке, в России — в больших странах. Оперный театр тоже убыточен всегда, но это часть культуры и государство её поддерживает. Так должно быть и с кино в Беларуси »
— Krzysztof Zanussi

« Un pays de 10 millions d'habitants ne peut pas compter sur le succès commercial de son cinéma. Le cinéma à succès commercial peut se trouver en Inde, en Amérique, en Russie - dans les grands pays. Le théâtre d'opéra est lui aussi toujours peu rentable, mais il fait partie de la culture et l'État le soutient. Il devrait en être de même pour le cinéma en Biélorussie »
Prenant en compte la situation économique et les avis des experts, le chef de l'État décide d'apporter un soutien public au cinéma national et signe finalement le décret no 145 du 14 avril 2011 « Sur certaines questions de fiscalité dans les domaines de la culture et de l'information », qui établit un certain nombre d'avantages fiscaux dans l'industrie cinématographique. Le 1er janvier 2012, un nouveau système de financement public de la production cinématographique est entré en vigueur. Le premier film produit dans ces nouvelles conditions a été un téléfilm de guerre en quatre parties, La Trace des apôtres (ru) (2013) de Sergueï Talybov (ru) (le film a été lancé à la suite d'un concours national de projets cinématographiques organisé par le ministère biélorusse de la culture au printemps 2012).
Le film Sledy na vode (ru) (2016, litt. « Des empreintes sur l'eau ») d'Alexandre Anissimov, est réalisé pour le centenaire de la police biélorusse (be), et le film Ne igra (2018, litt. « Ce n'est pas un jeu ») de Denis Skvortsov (ru) est réalisé pour le centenaire des forces armées du pays. Les deux films voient le jour non sans problèmes. Le scénario du premier film est écrit par le réalisateur Andreï Goloubev, avec l'ambition de le tourner lui-même, mais le studio engage alors Iegor Kontchalovski (ru) à cette fin, avant de le remplacer par Alexandre Anissimov. Le réalisateur du deuxième film, Denis Skvortsov, a exigé que son nom soit retiré du générique après avoir vu comment le film avait été remonté. Plusieurs films destinés à un public plus jeune sont sortis en parallèle : Toum-Pabi-Doum (2017) de Viatcheslav Nikiforov (ru) et Pravila gueïmera (2018) d'Igor Tchetverikov. Aucun de ces films n'a connu de succès public,,.
Le Cygne de cristal (2018) réalisé par la jeune cinéaste Daria Jouk (ru), une Biélorusse ayant fait sa formation cinématographique aux États-Unis, est très bien accueilli par la critique tant occidentale que russophone. Le Komsomolskaïa Pravda le considère comme le film biélorusse le plus importants de ces vingt dernières années.

#### Cinéma biélorusse indépendant
Le cinéma indépendant biélorusse, en tant que démarche artistique ou sociale dans le cadre de l'expression artistique biélorusse, apparaît plutôt rarement et de manière non systématique.
Certains critiques considèrent le court métrage Sloutchaï s patsanom (2000, litt. « Quelque chose avec un garçon ») de Sergueï Loban, lauréat du Grand Prix du festival « Lioubit kino » de Moscou, comme le premier film biélorusse indépendant. Le budget de tournage était l'équivalent de 1 000 dollars. L'intrigue est s'inspire de l'histoire d'un jeune homme qui arrive progressivement à la conclusion que « les meilleures options pour la vie en Biélorussie sont la coopération avec le KGB ou l'opposition financée par des sources occidentales » (selon l'éditorial du journal Moskovski Komsomolets).
On peut citer le film controversé Akoupatsyia. Mіstèryі (be) (2004) d'Andreï Koudinenko (be), présenté au Festival international du film de Moscou 2004 et au 40e Festival international du film de Karlovy Vary. Le point de vue du réalisateur sur les événements survenus dans l'ouest de la Biélorussie pendant la Seconde Guerre mondiale diffère de la tradition culturelle établie qui consiste à glorifier la lutte partisane du peuple contre les occupants. La révision de l'histoire empêche la majorité des spectateurs de l'ex-Union soviétique d'accueillir positivement le film. Le réalisateur décrit sa position : 
« Тема оккупации для Беларуси — основная тема её существования, потому что наша страна всегда была под оккупацией — польская оккупация, российская, немецкая, французская… Все белорусы — партизаны, и тема партизан и войны — это святая для Беларуси тема »
— Andreï Koudinenko (be)

« Pour la Biélorussie, le thème de l'occupation est un thème existentiel, car notre pays a toujours été sous occupation, qu'elle soit polonaise, russe, allemande, française... Tous les Biélorusses sont des partisans, et le thème des partisans et de la guerre est un thème sacré pour la Biélorussie. »
La Biélorussie révoque le certificat de location du film, et un chroniqueur de Rossiïskaïa Gazeta commente que « les photos du film ressemblent à un film d'opérette typique avec des partisans d'opérette et des scènes de sexe torride ».
En 2012, Dmitri Marinine et Andreï Koureïtchik réalisent le drame pour la jeunesse Plus haut que le ciel (ru). Il s'agit d'une commande des Nations unies dans le cadre d'une subvention du Fonds mondial de lutte contre le VIH, la tuberculose et le paludisme. Andreï Koureïtchik est primé comme meilleur producteur débutant au Biélorussie en juin 2012. La première mondiale du film a lieu le 4 mars 2013 au festival international du film First Time Fest (ru) à New York,.
En 2015, Andreï Koudinenko lance le projet de cinéma indépendant biélorusse « Chronotop ». Alexandre Debaliouk, Roman Gapaniouk, Andreï Guerassimtchik, Arthur Klinov, Oksana Gaïko et d'autres y participent. Le projet Chronotop est mis en valeur dans plusieurs festivals de cinéma.

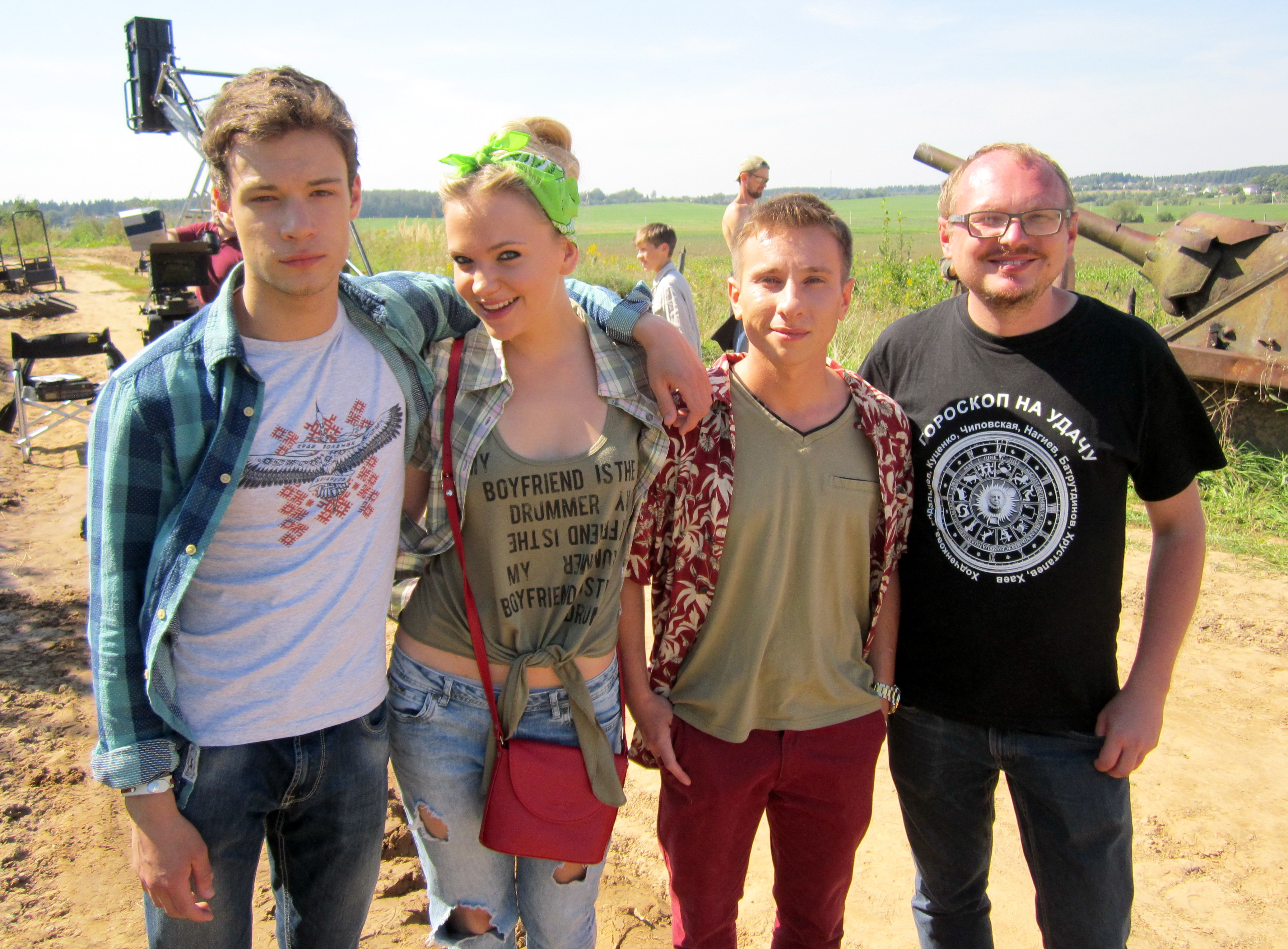
Photo de tournage de ' (2016).

Le réalisateur et scénariste Andreï Koureïtchik sort la tragicomédie GaraCh (be) en 2015. Le film est tourné en quatre jours avec les fonds propres des réalisateurs. Le rôle principal du film est tenu par le musicien de rock Alexandre Koulіnkovіtch (be). Ce film est le premier film indépendant biélorusse à bénéficier d'une large distribution nationale. À l'époque, il s'agissait du film biélorusse le plus rentable au box-office national depuis l'indépendance du pays,. L'année suivante, en 2016, Koureïtchik sort Party-zan film (ru), qui parodie le cinéma biélorusse.
Le film pour la jeunesse de Vlada Senkova, Graf v apelsinakh (2015), réalisé avec pratiquement aucun budget, a suscité de l'intérêt lors du XXXVIIIe Festival international du film de Moscou. En 2018, le Festival international du film de Karlovy Vary présente en avant-première Le Cygne de cristal de Daria Jouk (ru), un film sur la ruralité biélorusse des années 1990. Le comité biélorusse des Oscars a proposé ce film pour l'Oscar dans la catégorie du meilleur film en langue étrangère, mais il n'est pas sélectionné. Au box-office national, le film a battu le record du film GaraCh (be). L'un des films biélorusses les plus remarqués en 2018 s'appelle Zavtra (litt. « Demain »), réalisé par Ioulia Chatoun sans aucun budget. Ce film est également un succès public en salles.
En 2019, le réalisateur Alexandre Melekhovets (be), qui avait auparavant tourné des courts métrages et des vidéos musicales, a terminé son premier long métrage, Narodnye mstiteli (be) (litt. « Les Vengeurs du peuple »), adapté d'une nouvelle éponyme de Vassil Bykov. Ce film est l'un des rares longs métrages en langue biélorusse réalisés depuis 1991. Il reçoit un certificat de distribution, mais il n'est pas accepté par les cinémas car il serait « potentiellement peu rentable » et n'est projeté qu'à quelques reprises.
En 2021, le jeune réalisateur Mark Veremeïtchik, qui avait délibérément échoué aux examens d'entrée à l'Académie d'État des arts et des sciences de Biélorussie (be) et qui n'a pas réellement suivi de formation professionnelle, réunit de manière indépendante un budget et une équipe et commence à tourner le long métrage Zoubrila (ru). Le film, qui soulève les problèmes de compréhension mutuelle entre les jeunes et les générations plus âgées et la manifestation généralisée de comportements déviants parmi les jeunes à la campagne, est sorti en 2023. La bande-annonce de Zoubrila est diffusée sur les chaînes de télévision biélorusses, et le film lui-même est projeté dans les cinémas de Minsk et de Marina Horka.
Dans l'espace post-soviétique, la série de films Pritchi (litt. « Paraboles »), composé de cinq films réalisés par le studio vidéo du monastère Sainte-Elisabeth de Minsk (be), est devenu célèbre et remporte des prix lors de divers festivals de films orthodoxes. Le film met en scène plusieurs paraboles chrétiennes du Nouveau Testament, dont l'action, à l'exception du troisième film, est transposée au XXIe siècle.